# Ludwig Schuncke
Christian Ludwig Schuncke (21 de diciembre de 1810 - 7 de diciembre de 1834) fue un pianista y compositor alemán, y amigo cercano de Robert Schumann. Murió a causa de la tuberculosis a la temprana edad de 23 años.
Fue conocido generalmente como Ludwig, pero su nombre de pila también se encuentra como Louis en algunas referencias. Su apellido aparece, en ocasiones, como Schuncke o Schunke.

## Biografía
Ludwig Schuncke nació en Kassel en 1810. Su padre y primer maestro Johann Gottfried Schuncke (1777-1840), y su tío Johann Michael Schuncke (1778-1821), eran ambos intérpretes profesionales de corno francés.
Schuncke demostró su talento musical a edad temprana. En marzo de 1822, con tan solo 11 años, interpretó el Concierto para piano en La menor, op. 85 de Johann Nepomuk Hummel, bajo la dirección de Louis Spohr. Luego realizó una gira de conciertos por Alemania. Carl Maria von Weber expresó su aprobación por las primeras composiciones de Schuncke.
En 1828, fue uno de los cuatro pianistas que interpretaron la transcripción realizada por Enrique Bertini de la Séptima Sinfonía de Beethoven para ocho manos; los otros fueron el propio Bertini, Franz Liszt y Sowinsky.
Schunke estudió en París, en donde sus principales maestros fueron Friedrich Kalkbrenner, Anton Reicha y Henri Herz, y donde también tuvo amistad con personajes como Héctor Berlioz, Sigismond Thalberg y Johann Peter Pixis. En París, se ganó la vida demostrando los pianos Duport, y también vivió en la casa de Duport. Después de completar sus estudios, regresó a Alemania. En Stuttgart, conoció a Frédéric Chopin después de escucharlo interpretar su Concierto para piano núm. 1 en mi menor. Schuncke dedicó su Capriccio en do menor, Op.10, a Chopin. Luego se mudó a Viena, Praga y Dresde, apareciendo en concierto, antes de establecerse finalmente en Leipzig en diciembre de 1833. Vivía en una pensión y su habitación estaba al lado de la de Robert Schumann, quien se hizo muy amigo. Schuncke fue uno de los cofundadores del Neue Zeitschrift für Musik, y uno de sus primeros contribuyentes, bajo el seudónimo "Jonathan". También fue miembro del Davidsbund de Schumann.

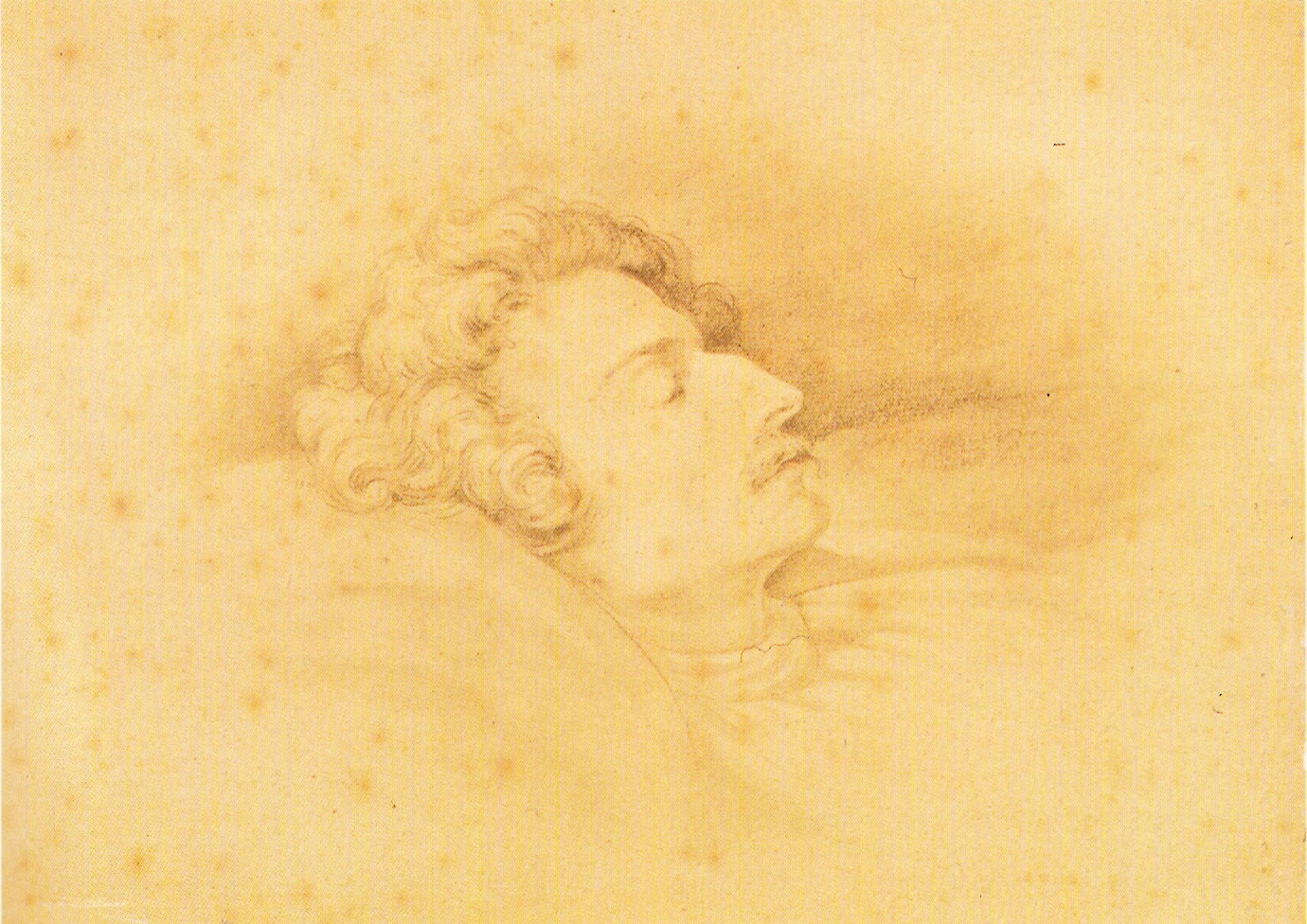
El único retrato de Ludwig Schuncke, hecho en su lecho de muerte.

Apareció como solista en el Gewandhaus de Leipzig el 27 de enero de 1834. En un artículo, Schumann comparó favorablemente la interpretación del emergente Franz Liszt con la de Ludwig Schuncke.
Schuncke dedicó su Grande Sonate en Sol menor, Op. 3 a Schumann, quien admiró ampliamente el trabajo, y que a su vez le dedicó la Toccata en Do mayor, Op. 7 en su publicación de 1834. En una carta fechada el 4 de septiembre de 1834, Schumann escribió que su riqueza entera podría ser resumirse en tres nombres: Henriette Voigt, Ernestine von Fricken y Ludwig Schuncke.
El Carnaval de Schumann, op. 9, tuvo su origen en un conjunto de variaciones basadas en Sehnsuchtswalzer de Franz Schubert. Es posible que el catalizador de las variaciones haya sido una obra para piano y orquesta sobre el mismo tema de Schuncke (su Op. 14). Schumann sintió que el tratamiento heroico de Schuncke era un reflejo inapropiado de la naturaleza tierna de la pieza de Schubert, por lo que se propuso abordar sus variaciones de una manera más íntima, para piano solo. Trabajó en la pieza entre 1833 y 1834. Sin embargo, el trabajo nunca se completó, pero reutilizó los 24 compases iniciales para la obertura del Carnaval .
Schuncke ayudó a Schumann a superar su crisis de 1833-34, en la que tuvo una grave enfermedad depresiva que condujo a un intento de suicidio; misma época en la que su hermano y su cuñada murieron. Schumann a su vez cuidó a Schuncke cuando estaba enfermo hasta el final de sus días. Ludwig Schuncke murió el 7 de diciembre de 1834, dos semanas antes de cumplir 24 años, de tuberculosis. Fue enterrado en el Alter Johannisfriedhof en Leipzig. Sobre la muerte de su amigo, Schumann escribió: "Que el cielo me dé la fuerza para soportar su partida"; asimismo, mantuvo para siempre el retrato de Schuncke en su lecho de muerte en su propio estudio, en una galería de imágenes colgadas sobre su piano.

## La música de Schuncke
Aunque sus enfoques a veces diferían, Schuncke y Schumann se influenciaron mutuamente en un grado significativo. Esto se puede ver en el siguiente ejemplo, donde un extracto de la Grande Sonate de Schuncke en sol menor podría reproducirse fácilmente junto con un extracto del Concierto para piano de Schumann en La menor.
|  |  |

## Legado grabado
Jozef De Beenhouwer fue el primero en interpretar la Grande Sonate en sol menor, op. 3 de Schuncke, que también ha sido grabada por Mario Patuzzi y Gregor Weichert. (Su nombre se muestra en los álbumes de Patuzzi y Weichert como "Christian L. Schunke" y "Louis Schuncke" respectivamente.)
Su canción Gretchen am Spinnrad también ha sido grabada. En 2015, el sello discográfico Brilliant Classics presentó un disco con obras para piano de Schuncke, interpretadas por Tatiana Larionova; entre las obras que presenta se encuentra la Grande Sonate op. 3, los dos Caprichos, Divertissement brillant sur des aires allemandes, entre otras piezas.

## Obras

### Piano solo
- Scherzo Capriccioso, Op. 1
- Variations sur une thème quasi Fantaisie brilliant original, en Mi bemol mayor, Op. 2
- Grande Sonata en Sol menor, Op. 3 (1832, dedicada a Robert Schumann)
- Fantasie brillante en Mi mayor, Op. 5
- Allegro Passionato en La menor, Op. 6
- Divertissement brilliant, Op. 7
- Primer Caprice en Do mayor, Op. 9 (dedicado a Clara Wieck)
- Segundo Caprice en Do menor, Op. 10 (dedicado a Frédéric Chopin)
- Rondeau brilliant en Mi bemol mayor, Op.11
- Divertissement brilliant sur des aires allemenades, en Si bemol mayor, Op. 12
- 2 Pièces caractéristiques en Si bemol menor y en D menor, Op. 13
- Rondeau en Re mayor, Op.15
- Air suisse varié
- Six Preludes
- Rondino précédé d'une Introduction
- Adagio and Rondo en Sol mayor
- Capriccio
- Due Divertimenti
- Fantasy
- Marcia funebre
- Six Preludes
- Rondino précédé d'une Introduction
- Variations VII
- Vals rápido

### Dúo de piano
- Petit Rondeau en Do mayor
- Rondo brilliant en Sol mayor
- Deux Pièces caractéristiques pour piano à quatre mains, Op.13 (publicado en 1834):
  - No. 1 en Si mayor en Si menor, Andante con moto
  - No. 2 en Do menor, Presto

### Piano y orquesta
- Variations brillantes sur la Sehnsuchtswalzer de Franz Schubert en La bemol mayor, Op. 14
- Concierto para piano (perdido)

### Música de cámara
- Dúo Concertante para piano y corno francés
- Petites variations para piano y violín en Do mayor

### Obras vocales
- Mutterliebe
- Mit goldner Saiten voller Töne, 3 voces y piano
- Die entschlafende Liebe
- Vier Lieder

1. Frühlingslied
2. Der Jüngling am Bache
3. Des Kindes Wunsch
4. Gretchens Lied

- Siete canciones

1. Wiegenlied
2. Lied der Hirtin
3. Das Sehnen
4. Die Bethenden
5. Erster Verlust
6. Erlkönig
7. Lebe Wohl

- Cinco canciones, Op. 8

1. Gretchens Lied
2. Die Erwartung
3. Die Laube
4. Ich möchte dir wohl sagen
5. Der Jüngling am Bach